# Tyrone Marshall
Tyrone Marshall (né le 12 novembre 1974 à Kingston, Jamaïque) est un footballeur jamaïcain.

## Biographie
En janvier 2011, il signe en faveur de Colorado Rapids. En novembre 2012, son contrat n'est pas renouvelé.

## Palmarès
- MLS Supporters' Shield : 2001, 2002
- Coupe MLS : 2002, 2005
- US Open Cup : 2005, 2009, 2010
- Coupe caribéenne des nations : 2008